# 紳士協議所
紳士協議所は大韓帝国末期に組職された日韓併合賛成団体である。
1909年末に一進会の「韓日合邦を要求する声明書」が発表された後、これに同調して合邦賛成を主張する意見書を統監府に提出した。活動時期は1910年前後だが、正確な設立及び解体時期は分からない。
この団体を組織した서긍순は行商集団である負褓商（부보상）の全国組職大同会で教育部長を勤めた人物である。以後大同商務局会長を歴任して統監府の政策に積極同調して来た前歴があった。負褓商団体大同会は行商という特性上、多くの地域に散らばっている負褓商を集結して商業の発達を図るのが表面的な目的だったが、政治的な目的を持って運営された団体だった。서긍순が会長を務めた大同会傘下の大同商務局は大同会の全国的な勢力拡張のために設置された機構だった。
紳士協議所は合邦賛成世論が各界各層で起きるように見えるために結成された多くの団体中の一つだった。似た目的で誕生した国民同志賛成会などと類似の内容の意見書を提出する一回性の活動をしただけで、一定の体制や勢力を整えられなかったと見られる。

## 参考資料
- 친일인명사전편찬위원회 （2004年12月27日）. 《일제협력단체사전 - 국내 중앙편》. 서울: 민족문제연구소. ISBN 8995330724